# Luis María de Cistué
Luis María de Cistué y Martínez de Ximén Pérez, III barón de la Menglana, (Madrid, 1788 - Zaragoza, 1842) fue un militar y político español.

## Biografía
Nació en Madrid el 3 de julio de 1788, de familia noble aragonesa, y fue apadrinado por los reyes Carlos IV y María Luisa de Parma. Sus padres fueron José de Cistué y Coll, II barón de la Menglana, nacido en Fonz en 1725, colegial mayor de San Vicente de Huesca, alcalde de la Real Audiencia de México, fiscal del Consejo de Indias, caballero de la Orden de Carlos III, y María Josefa Martínez de Ximén Pérez y Manrique de Lara, su segunda mujer, camarista de dicha reina.
Como primogénito, sucedió en la casa y título familiar por muerte de su padre en 1808.
Tuvo por hermano al brigadier José María de Cistué (1797-1855), que casó con Nicolasa Bernaldo de Quirós y Llanes, hermana del VII marqués de Campo Sagrado.
En 1791, siendo de tierna edad, fue retratado por Francisco de Goya, quien tres años antes había pintado también el de su padre. Su retrato, conocido como El niño azul, se conserva en el Museo del Louvre. Le representa de cuerpo entero, acompañado de un perrito, y lleva esta inscripción de mano del autor: «D. Luis María de Cistué y Martínez a los / dos años y ocho meses de su edad».
Estudió en las Universidades de Zaragoza y Sertoriana de Huesca, graduándose como maestro en Artes y doctor en Leyes, y fue rector de la cesaraugustana en 1835-1836.
En 1808 ingresó en el Ejército como teniente de Infantería. Combatió en la Guerra de la Independencia, sirviendo a las órdenes de Palafox como defensor en los dos sitios de Zaragoza. Cayó prisionero de los franceses, y tras una azarosa fuga, logró llegar a su casa de Fonz, desde la que dirigió los somatenes de los pueblos de la ribera del Cinca, encargados de defender los vados más transitables. Ascendido a brigadier, se retiró a reparar sus propiedades que le habían sido saqueadas y quemadas. Más tarde fue subinspector de la Guardia Nacional, comandante general de todas las armas de la provincia de Zaragoza y capitán general interino de Aragón, en sustitución del titular.
En la década de 1820 fue oidor de la Real Audiencia de Valencia.
En 1836 alcanzó el empleo de mariscal de campo.
Del 22 de agosto de 1836 al 23 de diciembre de 1836 fue jefe político superior de la provincia de Zaragoza.
Caballero de las Reales Órdenes de Carlos III y San Hermenegildo, benemérito de la patria y en posesión de varias cruces de distinción por diferentes acciones de guerra.
Perteneció a numerosas Reales Academias y otras instituciones científicas: fue académico de Honor de la de Bellas Artes de San Fernando, director de la de San Luis de Zaragoza, correspondiente de las de la Historia y de Ciencias Naturales de Madrid, rector de Grado de la de San Carlos de Valencia, numerario de la Jurídico-Práctica Aragonesa y socio de la Económica Aragonesa de Amigos del País.
Casó dos veces: con María del Carmen Barruchi y Hore, y en segundas nupcias con Vicenta Navarro y Morales. Del primer matrimonio tuvo por hijo y sucesor a Luis María de Cistué y Barruchi, IV barón de la Menglana, marido de Carlota Escudero y Azara.
Falleció en Zaragoza el 11 de marzo de 1842.